# نیاویر
نیاویر (به هلندی: Niawier) یک منطقهٔ مسکونی در هلند است که در دونگرادیل واقع شده‌است. نیاویر ۳۶۶ نفر جمعیت دارد.